# Sankhol
Sankhol è una suddivisione dell'India, classificata come census town, di 5.178 abitanti, situata nel distretto di Jhajjar, nello stato federato dell'Haryana. In base al numero di abitanti la città rientra nella classe V (da 5.000 a 9.999 persone).

## Geografia fisica
La città è situata a 28° 42' 52 N e 76° 54' 05 E.

## Società

### Evoluzione demografica
Al censimento del 2001 la popolazione di Sankhol assommava a 5.178 persone, delle quali 2.816 maschi e 2.362 femmine. I bambini di età inferiore o uguale ai sei anni assommavano a 692, dei quali 409 maschi e 283 femmine. Infine, coloro che erano in grado di saper almeno leggere e scrivere erano 3.601, dei quali 2.184 maschi e 1.417 femmine.